# Lâu đài Besiekiery

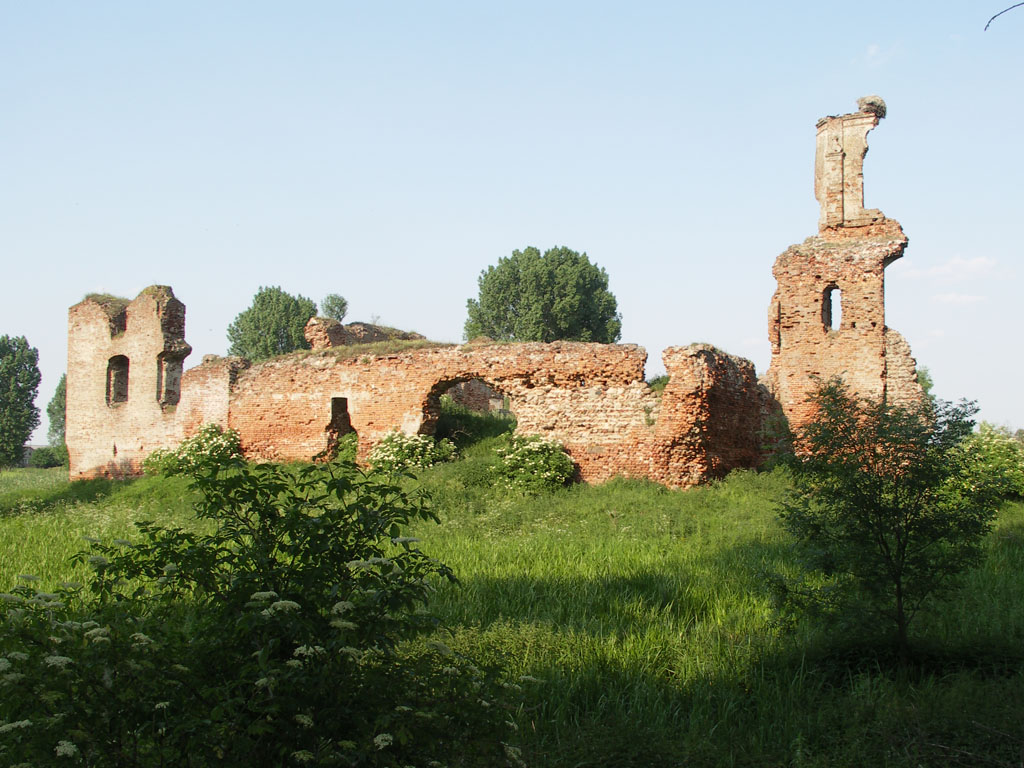
Tàn tích của lâu đài Besiekiery

Lâu đài Besiekiery (tiếng Ba Lan: Zamek w ambiekierach) là một lâu đài ở làng Besiekiery của Ba Lan. Nó được xây dựng bởi Łęczyca voivod Lawrence Sokolowski vào cuối thế kỷ XV. Tổng hành dinh của các hiệp sĩ có một tòa tháp và được bao quanh bởi một con hào, phần còn lại có thể nhìn thấy ngày nay.

## Lịch sử
Vào năm 1597, Hồng y Andrzej Bigate xây dựng lại lâu đài. Lần cải tạo tiếp theo được đưa ra sau khi bị thiệt hại do lũ lụt Swedes, được thực hiện bởi Łęczycka Starosta Jan Szczawiński vào năm 1655. Huy hiệu "Prawdzic" của anh vẫn còn hiện rõ trên vỏ đạn. Vào thế kỷ XVIII, lâu đài thuộc sở hữu của "Gajewskich", người đã hạ thấp tòa nhà dân cư của mình xuống một tầng.
Được xây bằng gạch trên một mặt bằng hình chữ nhật, lâu đài có một cây cầu dẫn đến phần phía trước của bức tường phía bên ngoài tháp cổng ngoại vi phía nam.
Sau năm 1800, lâu đài không bao giờ có người ở lại, và dần dần rơi vào tình trạng hư hỏng.
Phần lớn các di tích còn sót lại. Lối vào di tích là miễn phí. Các di tích rất dễ tìm thấy vì chúng có thể nhìn thấy từ ngoài đường. Đến khu di tích đòi hỏi phải vượt qua hào nước và sau đó leo lên đồi.
Nguồn gốc của lâu đài ở Besiekiery không rõ ràng. Theo một số nghiên cứu, lâu đài được xây dựng vào năm 1500 bởi thống đốc tỉnh Łęczyca, Mikołak Sokołowski. Tuy nhiên, không có tài liệu nào xác nhận điều này. Một giả thuyết khác cho rằng việc xây dựng thành trì để tìm hiểu người thợ khắc của Brzeski, Wojaciech Sokołowski là người xây dựng lâu đài. Do đó, có thể giả định rằng tòa nhà đã được Sokołowski xây lên vào đầu thế kỷ XV và XVI.
Lịch sử sau này của di tích giờ đã được ghi lại tốt hơn. Được biết vào cuối thế kỷ XVI, lâu đài thuộc về Andrzej Bigate, và sau đó nó đã đổi chủ thường xuyên. Thật không may, nền móng đã không tồn tại tốt. Vào thế kỷ XVII, nó bắt đầu xuống cấp và sự tồn tại của nó đã kết thúc trong một vụ hỏa hoạn vào năm 1731. Các chủ sở hữu sau đó, Gajewskis, đã tháo rời tầng thứ hai và vào giữa thế kỷ XIX, lâu đài chỉ thực hiện các chức năng kinh tế.